# Masters de Indian Wells 2020
El BNP Paribas Open 2020  era un torneo de tenis ATP Tour Masters 1000 en su rama masculina y WTA Premier Mandatory en la femenina. Se disputaría en las canchas duras del complejo Indian Wells Tennis Garden, Indian Wells (Estados Unidos), entre el 12 y el 22 de marzo. El 8 de marzo, la organización decidió suspender el torneo debido a la pandemia del coronavirus.

## Puntos y premios en efectivo

### Distribución de puntos
| Evento                  | G    | F   | SF  | CF  | R16 | R32 | R64 | R128 | C  | C2 | C1 |
| Individuales masculinos | 1000 | 600 | 360 | 180 | 90  | 45  | 25  | 10   | 16 | 8  | 0  |
| Dobles masculinos       | 1000 | 600 | 360 | 180 | 90  | 0   | 0   | —    | —  | —  | —  |
| Individuales femeninos  | 1000 | 650 | 390 | 215 | 120 | 65  | 35  | 10   | 30 | 20 | 2  |
| Dobles femeninos        | 1000 | 650 | 390 | 215 | 120 | 10  | 5   | —    | —  | —  | —  |